# Saison 3 de Glee
Chronologie
Saison 2 Saison 4
Cette page présente le guide des épisodes de la troisième saison de la série télévisée Glee.

## Généralités
- Aux États-Unis, la diffusion a eu lieu entre le 20 septembre 2011 et le 22 mai 2012 sur le réseau Fox.
- Au Canada, la saison a été diffusée en simultané sur le réseau Global.
- En France, la diffusion a débuté le 13 mai 2012 sur Orange Cinéhappy ainsi que sur la chaîne W9 le 19 février 2013.
- Au Québec, la saison a été diffusée du 29 août 2012 au 6 février 2013 sur VRAK.TV.
- En Belgique, la diffusion a débuté le 19 octobre 2012 sur Club RTL.
- Aucune information concernant la diffusion de cette saison en Suisse.

## Synopsis de la saison
Après leur défaite aux Nationales de New York, le Glee Club repartent pour une dernière année pour certains des élèves notamment Rachel et Kurt qui veulent absolument rentrer a la NYADA. Mais Rachel va devoir faire un choix entre Finn et sa carrière tandis que Kurt voudrait que Blaine rejoigne les New Directions et qu'il rentre a McKinley. La mère de Rachel, Shelby, revient avec Beth, la fille de Quinn et Puck et ceux-ci veulent se rapprocher de leur fille. Santana, elle, veut sortir avec Brittany. Les parents de Mike ne veulent pas qu'il soit danseur, surtout son père qui voudrait que son fils soit médecin. Sam, lui, revient à Lima et retourne a McKinley pour retourner avec les New Directions et reconquérir Mercedes qui a un nouveau petit ami. Une nouvelle année pleine de rebondissements !

## Distribution

### Acteurs principaux
- Dianna Agron (VF : Noémie Orphelin) : Quinn Fabray
- Chris Colfer (VF : Olivier Podesta) : Kurt Hummel
- Darren Criss (VF : Stanislas Forlani) : Blaine Anderson
- Jane Lynch (VF : Josiane Pinson) : Sue Sylvester
- Jayma Mays (VF : Julie Turin) : Emma Pillsbury
- Kevin McHale (VF : Taric Mehani) : Artie Abrams
- Lea Michele (VF : Kelly Marot) : Rachel Berry
- Cory Monteith (VF : Charles Pestel) : Finn Hudson
- Heather Morris (VF : Laurence Sacquet) : Brittany Pierce
- Matthew Morrison (VF : Xavier Fagnon) : Will Schuester
- Amber Riley (VF : Adeline Moreau) : Mercedes Jones
- Naya Rivera (VF : Valérie Nosrée) : Santana Lopez
- Mark Salling (VF : Emmanuel Garijo) : Noah Puckerman
- Harry Shum Jr (VF : Yann Le Madic) : Mike Chang
- Jenna Ushkowitz (VF : Laëtitia Godès) : Tina Cohen-Chang

### Acteurs récurrents
- Chord Overstreet (VF : Antoine Schoumsky) : Sam Evans (à partir de l'épisode 8)
- Max Adler (VF : Jérémy Prévost) : Dave Karofsky
- James Earl (VF : Jérôme Rebbot) : Azimio Adams
- Grant Gustin (VF : Romain Redler) : Sebastian Smythe
- Bill A. Jones (VF : Mathieu Buscatto) : Rod Remington
- Dot Jones (VF : Denise Metmer) : Shannon Beiste-Mankins
- Samuel Larsen (VF : Paolo Domingo : Joe Hart
- Vanessa Lengies (VF : Caroline Victoria) : Sugar Motta
- Damian McGinty (VF : Olivier Martret) : Rory Flanagan
- Lauren Potter (VF : Delphine Braillon) : Becky Jackson
- Mike O'Malley (VF : Jean-Pascal Quilichini) : Burt Hummel
- Romy Rosemont (VF : Brigitte Virtudes) : Carole Hudson-Hummel
- Josh Sussman (VF : Hervé Rey) : Jacob Ben Israel
- Iqbal Theba (VF : Marc Perez) : principal John Figgins
- LaMarcus Tinker (VF : Fabien Gravillon) : Shane Tinsley
- NeNe Leakes (VF : Michèle Buzynski) : Roz Washington

### Invités
- Matthew Bomer (VF : Jérémy Bardeau) : Cooper Anderson
- Jeff Goldblum (VF : Jean-Louis Faure) : Hiram Berry
- Idina Menzel (VF : Nathalie Karsenti) : Shelby Corcoran
- Brian Stokes Mitchell : LeRoy Berry
- Ricky Martin (VF : Marc Saez) : David Martinez
- Thomas Calabro (VF : Vincent Violette) : le père de Puck[1]
- Whoopi Goldberg (VF : Maik Darah) : Carmen Tibideaux[2]
- Lindsay Lohan (VF : Barbara Beretta) : Elle-même
- Jonathan Groff (VF : Donald Reignoux) : Jesse St James
- Perez Hilton (VF : Alexandre Gillet) : Lui-même
- Gloria Estefan : Maribel Lopez, la mère de Santana

## Liste des Épisodes

### Épisode 1:Opération: piano violet
- États-Unis /  Canada : 20 septembre 2011 sur FOX / Global[3]
- France :
  - 13 mai 2012 sur Orange Cinéhappy
  - 19 février 2013 sur W9
- Québec : 29 août 2012 sur VRAK.TV
- Belgique : 19 octobre 2012 sur Club RTL
- Suisse : sur RTS Un

- États-Unis : 9,21 millions de téléspectateurs[4]
- Canada : 2,07 millions de téléspectateurs[5]
- France : 487 000 téléspectateurs

- Vanessa Lengies : Sugar Motta
- Lindsay Pearce : Harmony (Leader de la chorale de Pendleton)

- We Got the Beat (The Go-Go's) (Rachel Berry, Santana Lopez, Brittany Pierce et les New Directions)
- Hey Big Spender (Sweet Charity) (Sugar Motta)
- Ding-Dong! The Witch Is Dead (Le Magicien d'Oz) (Rachel Berry et Kurt Hummel)
- It's Not Unusual (Tom Jones) (Blaine Anderson et les cheerios)
- Anything Goes / Anything You Can Do (Anything Goes / Annie du Far West) (Harmony et les membres du Pendleton)
- You Can't Stop the Beat (Hairspray) (Rachel Berry, Mercedes Jones et les New Directions sauf Santana Lopez)

### Épisode 2:Je suis une licorne
- États-Unis /  Canada : 27 septembre 2011 sur FOX / Global
- France : 
  - 13 mai 2012 sur Orange Cinéhappy
  - 19 février 2013 sur W9
- Québec : 5 septembre 2012 sur VRAK.TV
- Belgique : 26 octobre 2012 sur Club RTL

- États-Unis : 8,6 millions de téléspectateurs[6]
- Canada : 1,5 million de téléspectateurs[7]
- France : 487 000 téléspectateurs

- Idina Menzel : Shelby Corcoran
- Vanessa Lengies : Sugar Motta

- Somewhere (West Side Story) (Shelby Corcoran et Rachel Berry)
- I'm the Greatest Star (Funny Girl) (Kurt Hummel)
- Something’s Coming (West Side Story) (Blaine Anderson)

### Épisode 3:Fausses notes
- États-Unis /  Canada : 4 octobre 2011 sur FOX / Global
- France : 
  - 20 mai 2012 sur Orange Cinéhappy
  - 19 février 2013 sur W9
- Québec : 12 septembre 2012 sur VRAK.TV
- Belgique : 2 novembre 2012 sur Club RTL

- États-Unis : 8,42 millions de téléspectateurs[8]
- Canada : 1,82 million de téléspectateurs[9]
- France : 600 000 téléspectateurs

- Valerie Mahaffey : Rose Pillsbury
- Don Most : Rusty Pillsbury
- Keong Sim : Mike Chang Sr
- Tamlyn Tomita : Julia Chang
- Idina Menzel : Shelby Corcoran

- Spotlight (Jennifer Hudson) (Mercedes Jones)
- Run the World (Girls) (Beyoncé) (Brittany Pierce, Santana Lopez et les filles du lycée McKinley)
- Cool (West Side Story) (Mike Chang)
- It's All Over (Dreamgirls) (Les New Directions et Will Schuester sauf Rachel Berry et Blaine Anderson)
- Out Here on My Own (Fame) (Mercedes Jones et Rachel Berry)
- Fix You (Coldplay) (Will Schuester et les New Directions sauf Mercedes Jones)

### Épisode 4:Le Leprechaun
- États-Unis /  Canada : 1er novembre 2011 sur FOX / Global
- France : 20 mai 2012 sur Orange Cinéhappy
- Québec : 19 septembre 2012 sur VRAK.TV
- Belgique : 9 novembre 2012 sur Club RTL

- États-Unis : 7,47 millions de téléspectateurs[10]
- Canada : 1,62 million de téléspectateurs[11]
- France : 551 000 téléspectateurs

- Damian J. McGinty, Jr : Rory Flanagan
- Idina Menzel : Shelby Corcoran

- Being Green (The Muppets/Frank Sinatra) (Rory Flanagan)
- Last Friday Night (T.G.I.F.) (Katy Perry) (Blaine Anderson et New Directions sauf Santana Lopez)
- Waiting for a Girl Like You (Foreigner) (Noah Puckerman)
- Candyman (Christina Aguilera) (The Troubletones)
- Take Care of Yourself (Teddy Thompson) (Rory Flanagan)

- Un des gagnants du The Glee Project, Damian J. McGinty, Jr fait sa première apparition dans cet épisode en tant qu'élève venu d'Irlande.
- Sugar, Sugar (The Archies) chanté par les Troubletones a été coupé au montage et n'apparait donc pas dans l'épisode et n'apparaîtra pas non plus dans l'album de la Saison 3 de Glee.
- Last Friday Night est chantée par Darren Criss (Blaine) qui apparaît dans le clip de Katy Perry aux côtés de Kevin McHale (Artie)

### Épisode 5:La première fois
- États-Unis /  Canada : 8 novembre 2011 sur FOX / Global
- France : 27 mai 2012 sur Orange Cinéhappy
- Québec : 26 septembre 2012 sur VRAK.TV
- Belgique : 16 novembre 2012 sur Club RTL

- États-Unis : 6,91 millions de téléspectateurs[12]
- Canada : 1,66 million de téléspectateurs[13]
- France : 551 000 téléspectateurs

- Grant Gustin : Sebastian Smythe
- Max Adler : David Karofsky
- Tamlyn Tomita : Julia Chang

- Tonight (West Side Story) (Rachel Berry et Blaine Anderson)
- Uptown Girl (Billy Joel) (The Warblers)
- A Boy Like That / I Have A Love (West Side Story) (Santana Lopez et Rachel Berry)
- America (West Side Story) (Santana Lopez, Tina Cohen-Chang, Noah Puckerman, Rory Flanagan et Mike Chang)
- One Hand, One Heart (West Side Story) (Rachel Berry et Blaine Anderson)

### Épisode 6:Même pas mal
- États-Unis /  Canada : 15 novembre 2011 sur FOX / Global
- France : 27 mai 2012 sur Orange Cinéhappy
- Québec : 3 octobre 2012 sur VRAK.TV
- Belgique : 23 novembre 2012 sur Club RTL

- États-Unis : 7,08 millions de téléspectateurs[14]
- Canada : 1,64 million de téléspectateurs[15]
- France : 551 000 téléspectateurs

- Idina Menzel : Shelby Corcoran
- Vanessa Lengies : Sugar Motta

- Hot for Teacher (Van Halen) (Noah Puckerman, Finn Hudson, Blaine Anderson et Mike Chang)
- Yoü and I / Just You and I (Lady Gaga / Eddie Rabbitt et Crystal Gayle) (Will Schuester et Shelby Corcoran)
- Hit Me with Your Best Shot / One Way Or Another (Pat Benatar / Blondie) (Finn Hudson et Santana Lopez avec les New Directions et les Troubletones)
- I Can't Go for That (No Can Do) / You Make My Dreams Come True (Hall & Oates) (Finn Hudson, Quinn Fabray, Rory Flanagan, Tina Cohen-Chang et les New Directions)
- Rumour Has It / Someone Like You (Adele) (Mercedes Jones, Santana Lopez et les Troubletones)

- La chanson Rumour Has It / Someone Like You chantée par Mercedes Jones, Santana Lopez et les Troubletones est la 300e chanson de la série[16].
- La jeune Sue Sylvester devait apparaître dans cet épisode et présenter Oklahoma, mais la scène a été coupée au montage, jugée trop longue.

### Épisode 7:Une fille avec une fille
- États-Unis /  Canada : 29 novembre 2011 sur FOX / Global
- France : 3 juin 2012 sur Orange Cinéhappy
- Québec : 10 octobre 2012 sur VRAK.TV
- Belgique : 30 novembre 2012 sur Club RTL

- États-Unis : 7,9 millions de téléspectateurs[17]
- Canada : 1,79 million de téléspectateurs[18]

- Ivonne Coll : Alma Lopez
- Idina Menzel : Shelby Corcoran

- Perfect (Pink) (Kurt Hummel et Blaine Anderson)
- I'm the Only One (Melissa Etheridge) (Noah Puckerman)
- Girls Just Want to Have Fun (Cyndi Lauper) (Finn Hudson et les garçons)
- Jolene (Dolly Parton) (Shannon Beiste)
- I Kissed a Girl (Katy Perry) (Santana Lopez et Rachel Berry avec Brittany S. Pierce, Quinn Fabray, Mercedes Jones, Tina Cohen-Chang et Sugar Motta)
- Constant Craving (K.d. lang) (Santana Lopez, Kurt Hummel et Shelby Corcoran)

### Épisode 8:La jeunesse est un art
- États-Unis /  Canada : 6 décembre 2011 sur FOX / Global
- France : 3 juin 2012 sur Orange Cinéhappy
- Québec : 17 octobre 2012 sur VRAK.TV
- Belgique : 7 décembre 2012 sur Club RTL

- États-Unis : 7,11 millions de téléspectateurs[19]
- Canada : 1,61 million de téléspectateurs[20]

- Idina Menzel : Shelby Corcoran
- Lindsay Pearce : Harmony
- Tanya Clarke : Mary Evans
- John Schneider : Dwight Evans
- Keong Sim : Mike Chang Sr

- Red Solo Cup (Toby Keith) (Sam Evans et les New Directions)
- Buenos Aires (Evita) (Harmony et les Unitards)
- Survivor / I Will Survive (Destiny's Child / Gloria Gaynor) (Santana Lopez, Mercedes Jones et les Troubletones)
- ABC (Jackson Five) (Tina Cohen-Chang, Kurt Hummel, Mike Chang et Quinn Fabray et les New Directions(sauf Rachel Berry))
- Control (Janet Jackson) (Quinn Fabray, Blaine Anderson et Artie Abrams et les New Directions(sauf Rachel Berry))
- Man in the Mirror (Michael Jackson) (Finn Hudson, Artie Abrams, Noah Puckerman, Blaine Anderson, Sam Evans et les New Directions(sauf Rachel Berry)
- We Are Young (Fun ft. Janelle Monae) (Finn Hudson, Rachel Berry, Santana Lopez, Quinn Fabray et les New Directions reformés)

### Épisode 9:Un Noël en noir et blanc
- États-Unis /  Canada : 13 décembre 2011 sur FOX / Global
- France : 10 juin 2012 sur Orange Cinéhappy
- Québec : 24 octobre 2012 sur VRAK.TV
- Belgique : 14 décembre 2012 sur Club RTL

- États-Unis : 7,13 millions de téléspectateurs[22]
- Canada : 1,46 million de téléspectateurs[23]

- All I Want for Christmas Is You (Mariah Carey) (Mercedes Jones)
- Blue Christmas (Elvis Presley) (Rory Flanagan)
- River (Joni Mitchell) (Rachel Berry)
- Extraordinary Merry Christmas (Glee Cast) (Blaine Anderson et Rachel Berry)
- Let It Snow (Vaughn Monroe) (Kurt Hummel et Blaine Anderson)
- My Favorite Things (La Mélodie du bonheur) (Kurt Hummel, Blaine Anderson, Mercedes Jones et Rachel Berry)
- Santa Claus Is Coming to Town (John Frederick Coots et Haven Gillespie) (Finn Hudson et Noah Puckerman)
- Christmas Wrapping (The Waitresses) (Brittany S. Pierce et les Cheerios)
- Do They Know It's Christmas? (Band Aid) (New Directions)

- La chanson Santa Baby chantée par Naya Rivera (Santana Lopez) a été coupée au montage par faute de temps. Cette scène est malgré tout disponible sur Internet et est sur les bonus du DVD de la saison 3.
- Une scène dans laquelle Blaine offre une bague "d'engagement" à Kurt a été tournée, et des photos promotionnelles ont été diffusées, mais la scène a été coupée au montage, provoquant la colère des fans du couple. Mais finalement, Ryan Murphy a décidé de la dévoiler aux fans 8 mois après la diffusion de l'épisode, le 1er août 2012.
- Cet épisode est le tout premier épisode de la série à avoir été réalisé par Matthew Morrison (Will Schuester).
- Épisode partiellement diffusé en noir & blanc.

### Épisode 10:Veux-tu m'épouser?
- États-Unis /  Canada : 17 janvier 2012 sur FOX / Global
- France : 10 juin 2012 sur Orange Cinéhappy
- Québec : 31 octobre 2012 sur VRAK.TV
- Belgique : 21 décembre 2012 sur Club RTL

- États-Unis : 7,5 millions de téléspectateurs[24]
- Canada : 1,61 million de téléspectateurs[25]

- NeNe Leakes : Roz Washington

- Summer Nights (Grease) (Sam Evans, Mercedes Jones et les New Directions)
- Wedding Bell Blues (The 5th Dimension) (Emma Pillsbury avec Sue Sylvester et Shannon Beiste)
- Moves like Jagger / Jumpin' Jack Flash (Maroon 5 ft. Christina Aguilera / The Rolling Stones) (Artie Abrams et les garçons)
- The First Time Ever I Saw Your Face (Roberta Flack) (Santana Lopez, Rachel Berry, Mercedes Jones et Tina Cohen-Chang)
- Without You (David Guetta ft. Usher) (Rachel Berry)
- We Found Love (Rihanna ft. Calvin Harris) (Santana Lopez, Rachel Berry et les New Directions)

### Épisode 11:Michael
- États-Unis /  Canada : 31 janvier 2012 sur FOX / Global
- France : 17 juin 2012 sur Orange Cinéhappy
- Québec : 7 novembre 2012 sur VRAK.TV
- Belgique : 28 décembre 2012 sur Club RTL

- États-Unis : 9,07 millions de téléspectateurs[26]
- Canada : 1,84 million de téléspectateurs[27]

- Grant Gustin : Sebastian Smythe
- 2Cellos : les violoncellistes

- Wanna Be Startin' Somethin'  (Blaine Anderson et les New Directions)
- Bad (Artie Abrams, Sebastian Smythe, Blaine Anderson et Santana Lopez avec les New Directions et les Warblers)
- Scream (featuring Janet Jackson) (Artie Abrams et Mike Chang)
- Never Can Say Goodbye (Jackson Five) (Quinn Fabray)
- Human Nature (Sam Evans et Mercedes Jones)
- Ben (Kurt Hummel, Finn Hudson et Rachel Berry)
- Smooth Criminal (Santana Lopez et Sebastian Smythe)
- I Just Can't Stop Loving You (Finn Hudson et Rachel Berry)
- Black or White (Artie Abrams, Rachel Berry, Santana Lopez, Kurt Hummel, Mercedes Jones et les New Directions)

- Cet épisode est consacré aux chansons de Michael Jackson.
- Dans le contrat de gagnant du "Glee Project", cet épisode sera le dernier concernant Damian McGinty qui a gagné le droit de participer à sept épisodes, mais il continuera d'apparaître dans d'autres épisodes au-delà des sept premiers promis[28].
- La chanson Rock with You, interprétée par Sebastian et les Warblers, était initialement prévue dans l'épisode, mais elle a été coupée au montage. Elle a ensuite été remplacée par I Want You Back, qui a, elle aussi, été coupée !

### Épisode 12:Le prof d'espagnol
- États-Unis /  Canada : 7 février 2012 sur FOX / Global
- France : 17 juin 2012 sur Orange Cinéhappy
- Québec : 14 novembre 2012 sur VRAK.TV
- Belgique : 4 janvier 2013 sur Club RTL

- États-Unis : 7,81 millions de téléspectateurs[29]
- Canada : 1,57 million de téléspectateurs[30]

- Ricky Martin : David Martinez
- NeNe Leakes : Roz Washington

- La Cucaracha (Chanson traditionnelle espagnole) (Will Schuester, Artie Abrams, Noah Puckerman et Finn Hudson)
- Sexy and I Know It (LMFAO) (David Martinez et les Garçons)
- Dang Diggy Dang (The Beatards) (Les cheerleaders de McKinley en danse)
- Don't Wanna Lose You (Gloria Estefan) (Mercedes Jones)
- Bamboleo/Hero (Gipsy Kings/Enrique Iglesias) (Sam Evans et les garçons des New Directions)
- La Isla Bonita (Madonna) (David Martinez et Santana Lopez)
- A Little Less Conversation (Elvis Presley) (Will Schuester)

- Darren Criss, interprète de Blaine Anderson, n'est pas présent lors de l'épisode, jouant en ce temps à Broadway.
- Jenna Ushkowitz, interprète de Tina Cohen-Chang, n'apparaît pas dans cet épisode, étant tombée malade.
- La chanson Mr. Saxobeat d'Alexandra Stan devait être reprise par les filles de New Directions mais elle a été annulée.

### Épisode 13:Joyeuse Saint-Valentin
- États-Unis /  Canada : 14 février 2012 sur FOX / Global
- France : 24 juin 2012 sur Orange Cinéhappy
- Québec : 21 novembre 2012 sur VRAK.TV
- Belgique : 11 janvier 2013 sur Club RTL

- États-Unis : 6,99 millions de téléspectateurs[31]
- Canada : 1,72 million de téléspectateurs[32]

- Jeff Goldblum : Hiram Berry
- Brian Stokes Mitchell : LeRoy Berry
- Samuel Larsen : Joe Hart
- Max Adler : David Karofsky

- Chapel of Love (The Dixie Cups) (Hiram Berry et LeRoy Berry)
- L-O-V-E (Nat King Cole) (Tina Cohen-Chang et Mike Chang)
- Let Me Love You (Mario) (Artie Abrams avec les garçons)
- Stereo Hearts (Gym Class Heroes ft. Adam Levine) (The God Squad : Joe Hart, Sam Evans, Mercedes Jones et Quinn Fabray)
- Home (Michael Bublé) (Rory Flanagan)
- I Will Always Love You (Whitney Houston) (Mercedes Jones)
- You're the Top (Anything Goes) (Hiram Berry et LeRoy Berry)
- Cherish/Cherish (Madonna/The Association) (The God Squad : Quinn Fabray, Joe Hart, Sam Evans et Mercedes Jones)
- Love Shack (The B-52's) (Mercedes Jones, Kurt Hummel, Blaine Anderson, Rachel Berry et Brittany Pierce)

- Samuel Larsen, 2e grand gagnant du Glee Project, fait sa première apparition dans cet épisode.
- Cet épisode est le spécial Saint-Valentin de la saison, qui est marqué aussi par la première apparition des pères de Rachel.
- Dans cet épisode la chanson I Will Always Love You de Whitney Houston est interprétée par Amber Riley, quelques jours seulement après le décès de la chanteuse. Il ne s'agit cependant pas d'un hommage mais d'une coïncidence, en effet l'épisode avait été enregistré bien avant la mort de Whitney Houston, et cette chanson avait déjà été annoncée. En revanche, un message en son honneur apparaît à la fin de l'épisode.

### Épisode 14:Ce que la vie nous réserve
- États-Unis /  Canada : 21 février 2012 sur FOX / Global
- France : 24 juin 2012 sur Orange Cinéhappy
- Québec : 28 novembre 2012 sur VRAK.TV
- Belgique : 18 janvier 2013 sur Club RTL

- États-Unis : 7,46 millions de téléspectateurs[33]
- Canada : 1,74 million de téléspectateurs[34]

- Jeff Goldblum : Hiram Berry
- Brian Stokes Mitchell : LeRoy Berry
- Max Adler : David Karofsky

- Cough Syrup (Young the Giant) (Blaine Anderson)
- Stand (Lenny Kravitz) (Sebastian Smythe et les Warblers)
- Glad You Came (The Wanted) (Sebastian Smythe et les Warblers)
- She Walks In Beauty (Eric Barnum) (Les Golden Goblets)
- Fly / I Believe I Can Fly (Nicki Minaj Feat Rihanna / R.Kelly) (Rachel Berry, Artie Abrams, Santana Lopez, Blaine Anderson, et les New Directions)
- Stronger (What Doesn't Kill You) (Kelly Clarkson) (Santana Lopez, Britanny S. Pierce et Mercedes Jones)
- Here's to Us (Halestorm) (Rachel Berry et les New Directions)
- Chapel of Love (The Dixie Cups) (en fond musical)

### Épisode 15:Dans l'ombre de son frère/Le grand frère
- États-Unis /  Canada : 10 avril 2012 sur FOX / Global
- France : 2 septembre 2012 sur Orange Cinéhappy
- Québec : 5 décembre 2012 sur VRAK.TV
- Belgique : 18 janvier 2013 sur Club RTL

- États-Unis : 6,76 millions de téléspectateurs[36]
- Canada : 1,79 million de téléspectateurs[37]

- Matt Bomer: Cooper Anderson
- NeNe Leakes : Roz Washington

- I'm Still Standing (Elton John) (Quinn Fabray et Artie Abrams)
- Hungry Like the Wolf/Rio (Duran Duran) (Blaine Anderson, Cooper Anderson et les New Directions)
- Fighter (Christina Aguilera) (Blaine Anderson)
- Up, Up, Up (Givers) (Quinn Fabray et Artie Abrams)
- Somebody That I Used to Know (Gotye ft. Kimbra) (Blaine Anderson et Cooper Anderson)

### Épisode 16:Une orientation très disco/La fièvre du same-Glee soir
- États-Unis /  Canada : 17 avril 2012 sur FOX / Global
- France : 2 septembre 2012 sur Orange Cinéhappy
- Québec : 12 décembre 2012 sur VRAK.TV
- Belgique : 25 janvier 2013 sur Club RTL

- États-Unis : 6,23 millions de téléspectateurs[39]
- Canada : 1,54 million de téléspectateurs[40]

- Alex Newell : Wade, leader des Vocal Adrenaline
- Jonathan Groff : Jesse St. James

- You Should Be Dancing (Bee Gees) (Blaine Anderson avec Brittany Pierce et Mike Chang)
- That's the Way (I Like It) (KC and the Sunshine's Band) (Will et le Glee Club de 1993)
- Night Fever (Bee Gees) (Will Schuester, Joe Hart et les New Directions)
- Disco Inferno (The Trammps) (Mercedes Jones, Santana Lopez et Brittany Pierce)
- If I Can't Have You (Yvonne Elliman) (Santana Lopez)
- How Deep Is Your Love (Bee Gees) (Rachel Berry et les musiciens)
- Boogie Shoes (KC and the Sunshine Band) (Wade "Unique" et les Vocal Adrenaline)
- More Than a Woman (Bee Gees) (Finn Hudson avec Kurt Hummel et Santana Lopez)
- Stayin' Alive (Bee Gees) (Finn Hudson, Santana Lopez, Mercedes Jones et les New Directions)

- Cet épisode marque le retour de Jonathan Groff dans le rôle de Jesse St James.
- Cet épisode rend hommage au grand succès La Fièvre du samedi soir, 8 de ses chansons sont interprétées.
- C'est aussi le premier épisode pour Alex Newell, le quatrième gagnant du The Glee Project.
- Dianna Agron (Quinn) n'apparait qu'au début de l'épisode.

### Épisode 17:On a toujours besoin de quelqu'un/Whitney Forever
- États-Unis /  Canada : 24 avril 2012 sur FOX / Global
- France : 9 septembre 2012 sur Orange Cinéhappy
- Québec : 19 décembre 2012 sur VRAK.TV[42]
- Belgique : 25 janvier 2013 sur Club RTL

- États-Unis : 6,9 millions de téléspectateurs[43]
- Canada : 1,53 million de téléspectateurs[44]

- How Will I Know (Mercedes Jones, Santana Lopez, Kurt Hummel et Rachel Berry)
- I Wanna Dance with Somebody (Who Loves Me) (Brittany Pierce, Santana Lopez et les Cheerios)
- Saving All My Love For You (Quinn Fabray et Joe Hart)
- So Emotional (Santana Lopez et Rachel Berry)
- It's Not Right but It's Okay (Blaine Anderson et les New Directions sauf Kurt)
- I Have Nothing (Kurt Hummel)
- My Love Is Your Love (Artie Abrams, Mercedes Jones, Kurt Hummel, Blaine Anderson et les New Directions)

- Cet épisode rend hommage à Whitney Houston.
- Vanessa Lengies (Sugar Motta) et Damian McGinty (Rory Flanagan) n'apparaissent pas dans cet épisode.

### Épisode 18:Saisir sa chance
- États-Unis /  Canada : 1er mai 2012 sur FOX / Global
- France : 9 septembre 2012 sur Orange Cinéhappy
- Québec : 9 janvier 2013 sur VRAK.TV[45]
- Belgique : 1er février 2013 sur Club RTL

- États-Unis : 6,01 millions de téléspectateurs[46]
- Canada : 1,56 million de téléspectateurs[47]

- Thomas Calabro : James Elliot
- Whoopi Goldberg : Carmen Tibideaux
- NeNe Leakes : Roz Washington

- The Music of the Night (The Phantom of the Opera) (Kurt Hummel)
- School's Out (Alice Cooper) (Noah Puckerman)
- Cell Block Tango (Chicago) (Santana Lopez, Mercedes Jones, Tina Cohen-Chang, Sugar Motta et Brittany Pierce)
- Not the Boy Next Door (The Boy from Oz) (Kurt Hummel avec Tina Cohen-Chang, Mercedes Jones et Brittany Pierce)
- Don't Rain on My Parade (Funny Girl) (Rachel Berry)
- The Rain in Spain (My Fair Lady) (Finn Hudson, Noah Puckerman et les garçons de New Directions)
- Shake It Out (Florence and the Machine) (Santana Lopez, Tina Cohen-Chang, Mercedes Jones, Brittany.S.Pierce et Sugar Motta)
- Cry (Kelly Clarkson) (Rachel Berry)

- Dianna Agron (Quinn Fabray) n'apparaît pas dans cet épisode.

### Épisode 19:Balosaurus
- États-Unis /  Canada : 8 mai 2012 sur FOX / Global
- France : 16 septembre 2012 sur Orange Cinéhappy
- Québec : 16 janvier 2013 sur VRAK.TV
- Belgique : 1er février 2013 sur Club RTL

- États-Unis : 6,67 millions de téléspectateurs[48]
- Canada : 1,65 million de téléspectateurs[49]

- Big Girls Don't Cry (Fergie) (Rachel Berry, Kurt Hummel et Blaine Anderson)
- Dinosaur (Ke$ha) (Brittany Pierce et les Cheerios)
- Love You Like a Love Song (Selena Gomez & the Scene) (Santana Lopez avec Brittany S.Pierce et Tina Cohen-Chang)
- What Makes You Beautiful (One Direction) (Sam Evans, Rory Flanagan, Mike Chang, Artie Abrams et Joe Hart)
- Take My Breath Away (Berlin) (Santana Lopez et Quinn Fabray)

### Épisode 20:Tous uniques
- États-Unis /  Canada : 15 mai 2012 sur FOX / Global
- France : 16 septembre 2012 sur Orange Cinéhappy
- Québec : 23 janvier 2013 sur VRAK.TV
- Belgique : 8 février 2013 sur Club RTL

- États-Unis : 6,09 millions de téléspectateurs[50]
- Canada : 1,34 million de téléspectateurs[51]

- Whoopi Goldberg : Carmen Tibideaux

- I Won't Give Up (Jason Mraz) (Rachel Berry)
- Because You Loved Me (Céline Dion) (Tina Cohen-Chang)
- Maniac (Michael Sembello) (En fond sonore dans la voiture avec Tina et Rachel)
- Mean (Taylor Swift) (Shannon Beiste et Noah Puckerman)
- Flashdance... What a Feeling (Irène Cara) (Rachel Berry, Tina Cohen-Chang et les New Directions)

### Épisode 21:À nous les nationales!
- États-Unis /  Canada : 15 mai 2012 sur FOX / Global
- France : 23 septembre 2012 sur Orange Cinéhappy
- Québec : 30 janvier 2013 sur VRAK.TV
- Belgique : 8 février 2013 sur Club RTL

- États-Unis : 6,03 millions de téléspectateurs[50]
- Canada : 1,56 million de téléspectateurs[51]

- Jonathan Groff : Jesse St. James
- Alex Newell : Wade
- Whoopi Goldberg (VF : Maïk Darah) : Carmen Tibideaux
- Lindsay Lohan (VF : Barbara Beretta) : elle-même
- Perez Hilton (VF : Alexandre Gillet) : Lui-même
- Rex Lee : Martin Fong

- The Edge of Glory (Lady Gaga) (Santana lopez, Mercedes Jones, Quinn Fabray, Tina Cohen-Chang et Troubletones)
- It's All Coming Back to Me Now (Céline Dion) (Rachel Berry et les New Directions)
- Paradise By the Dashboard Light (Meatloaf) (Finn Hudson, Noah Puckerman, Rachel Berry, Santana Lopez et les New Directions)
- Starships (Nicki Minaj) (Wade "Unique" et les Vocal Adrenaline)
- Pinball Wizards (The Who) (Wade "Unique" et les Vocal Adrenaline)
- Starlight Express (Starlight Express) (Portland Scale Blazers)
- Tongue Tied (Grouplove) (Artie Abrams, Finn Hudson, Santana Lopez et les New Directions)
- We Are the Champions (Queen) (New Directions)

### Épisode 22:Comment se dire adieu…
- États-Unis /  Canada : 22 mai 2012 sur FOX[52] / Global
- France : 23 septembre 2012 sur Orange Cinéhappy
- Québec : 6 février 2013 sur VRAK.TV
- Belgique : 8 février 2013 sur Club RTL

- États-Unis : 7,46 millions de téléspectateurs[53]
- Canada : 1,63 million de téléspectateurs[54]

- Gloria Estefan : Maribel Lopez
- James Lipton : Lui-même

- Sit Down, You're Rockin' the Boat (Blanches colombes et vilains messieurs) (Kurt Hummel, Artie Abrams, Rachel Berry, Mercedes Jones, Tina Cohen-Chang)
- Forever Young (Rod Stewart) (Will Schuester)
- Single Ladies (Put a Ring on It) (Beyoncé) (Burt Hummel, Brittany Pierce, Tina Cohen-Chang) (Danse uniquement)
- I'll Remember (Madonna) (Kurt Hummel)
- You Get What You Give (New Radicals) (Les Terminales des New Directions)
- In My Life (The Beatles) (Les élèves non diplômés des New Directions (sauf Britanny) et Will Shuester)
- Glory Days (Bruce Springsteen) (Noah Puckerman et Finn Hudson)
- Roots Before Branches (Room For Two) (Rachel Berry et Finn Hudson)

- La plupart des parents des élèves du Glee Club rencontrés durant les 3 saisons sont présents dans cet épisode.
- D'autres chansons concernant cet épisode ont été enregistrées. Elles sont disponibles à la suite de leur apparition dans l'album Glee : The Graduation :
  - I Was Here (Beyoncé) (Rachel Berry)
  - Good Riddance (Time Of Your Life) (Green Day) (Finn Hudson et Blaine Anderson)
  - Not The End (The So Manys) (Finn Hudson)
- Cet épisode est le dernier qui met en vedette la première génération du glee club.